# Unicodeblock Linear-B-Silbenzeichen
Der Unicodeblock Linear-B-Silbenzeichen (engl.: Linear B Syllabary, Bereich U+10000 bis U+1007F) enthält die Silbenzeichen der Linearschrift B (im Gegensatz zur älteren Linearschrift A) der mykenischen Kultur Griechenlands. Es ist der erste Block in der sogen. „Supplementary Multilingual Plane“.

## Tabelle
Alle Zeichen haben die allgemeine Kategorie „Anderer Buchstabe (inkl. Silben und Ideogrammen)“ und die bidirektionale Klasse „von links nach rechts“.
| Unicodenummer   | Zeichen (400 %) | Offizielle Bezeichnung     | Beschreibung                    |
| --------------- | --------------- | -------------------------- | ------------------------------- |
| U+10000 (65536) | 𐀀               | LINEAR B SYLLABLE B008 A   | Linear-B-Silbenzeichen B008 A   |
| U+10001 (65537) | 𐀁               | LINEAR B SYLLABLE B038 E   | Linear-B-Silbenzeichen B038 E   |
| U+10002 (65538) | 𐀂               | LINEAR B SYLLABLE B028 I   | Linear-B-Silbenzeichen B028 I   |
| U+10003 (65539) | 𐀃               | LINEAR B SYLLABLE B061 O   | Linear-B-Silbenzeichen B061 O   |
| U+10004 (65540) | 𐀄               | LINEAR B SYLLABLE B010 U   | Linear-B-Silbenzeichen B010 U   |
| U+10005 (65541) | 𐀅               | LINEAR B SYLLABLE B001 DA  | Linear-B-Silbenzeichen B001 Da  |
| U+10006 (65542) | 𐀆               | LINEAR B SYLLABLE B045 DE  | Linear-B-Silbenzeichen B045 De  |
| U+10007 (65543) | 𐀇               | LINEAR B SYLLABLE B007 DI  | Linear-B-Silbenzeichen B007 Di  |
| U+10008 (65544) | 𐀈               | LINEAR B SYLLABLE B014 DO  | Linear-B-Silbenzeichen B014 Do  |
| U+10009 (65545) | 𐀉               | LINEAR B SYLLABLE B051 DU  | Linear-B-Silbenzeichen B051 Du  |
| U+1000A (65546) | 𐀊               | LINEAR B SYLLABLE B057 JA  | Linear-B-Silbenzeichen B057 Ja  |
| U+1000B (65547) | 𐀋               | LINEAR B SYLLABLE B046 JE  | Linear-B-Silbenzeichen B046 Je  |
| U+1000D (65549) | 𐀍               | LINEAR B SYLLABLE B036 JO  | Linear-B-Silbenzeichen B036 Jo  |
| U+1000E (65550) | 𐀎               | LINEAR B SYLLABLE B065 JU  | Linear-B-Silbenzeichen B065 Ju  |
| U+1000F (65551) | 𐀏               | LINEAR B SYLLABLE B077 KA  | Linear-B-Silbenzeichen B077 Ka  |
| U+10010 (65552) | 𐀐               | LINEAR B SYLLABLE B044 KE  | Linear-B-Silbenzeichen B044 Ke  |
| U+10011 (65553) | 𐀑               | LINEAR B SYLLABLE B067 KI  | Linear-B-Silbenzeichen B067 Ki  |
| U+10012 (65554) | 𐀒               | LINEAR B SYLLABLE B070 KO  | Linear-B-Silbenzeichen B070 Ko  |
| U+10013 (65555) | 𐀓               | LINEAR B SYLLABLE B081 KU  | Linear-B-Silbenzeichen B081 Ku  |
| U+10014 (65556) | 𐀔               | LINEAR B SYLLABLE B080 MA  | Linear-B-Silbenzeichen B080 Ma  |
| U+10015 (65557) | 𐀕               | LINEAR B SYLLABLE B013 ME  | Linear-B-Silbenzeichen B013 Me  |
| U+10016 (65558) | 𐀖               | LINEAR B SYLLABLE B073 MI  | Linear-B-Silbenzeichen B073 Mi  |
| U+10017 (65559) | 𐀗               | LINEAR B SYLLABLE B015 MO  | Linear-B-Silbenzeichen B015 Mo  |
| U+10018 (65560) | 𐀘               | LINEAR B SYLLABLE B023 MU  | Linear-B-Silbenzeichen B023 Mu  |
| U+10019 (65561) | 𐀙               | LINEAR B SYLLABLE B006 NA  | Linear-B-Silbenzeichen B006 Na  |
| U+1001A (65562) | 𐀚               | LINEAR B SYLLABLE B024 NE  | Linear-B-Silbenzeichen B024 Ne  |
| U+1001B (65563) | 𐀛               | LINEAR B SYLLABLE B030 NI  | Linear-B-Silbenzeichen B030 Ni  |
| U+1001C (65564) | 𐀜               | LINEAR B SYLLABLE B052 NO  | Linear-B-Silbenzeichen B052 No  |
| U+1001D (65565) | 𐀝               | LINEAR B SYLLABLE B055 NU  | Linear-B-Silbenzeichen B055 Nu  |
| U+1001E (65566) | 𐀞               | LINEAR B SYLLABLE B003 PA  | Linear-B-Silbenzeichen B003 Pa  |
| U+1001F (65567) | 𐀟               | LINEAR B SYLLABLE B072 PE  | Linear-B-Silbenzeichen B072 Pe  |
| U+10020 (65568) | 𐀠               | LINEAR B SYLLABLE B039 PI  | Linear-B-Silbenzeichen B039 Pi  |
| U+10021 (65569) | 𐀡               | LINEAR B SYLLABLE B011 PO  | Linear-B-Silbenzeichen B011 Po  |
| U+10022 (65570) | 𐀢               | LINEAR B SYLLABLE B050 PU  | Linear-B-Silbenzeichen B050 Pu  |
| U+10023 (65571) | 𐀣               | LINEAR B SYLLABLE B016 QA  | Linear-B-Silbenzeichen B016 Qa  |
| U+10024 (65572) | 𐀤               | LINEAR B SYLLABLE B078 QE  | Linear-B-Silbenzeichen B078 Qe  |
| U+10025 (65573) | 𐀥               | LINEAR B SYLLABLE B021 QI  | Linear-B-Silbenzeichen B021 Qi  |
| U+10026 (65574) | 𐀦               | LINEAR B SYLLABLE B032 QO  | Linear-B-Silbenzeichen B032 Qo  |
| U+10028 (65576) | 𐀨               | LINEAR B SYLLABLE B060 RA  | Linear-B-Silbenzeichen B060 Ra  |
| U+10029 (65577) | 𐀩               | LINEAR B SYLLABLE B027 RE  | Linear-B-Silbenzeichen B027 Re  |
| U+1002A (65578) | 𐀪               | LINEAR B SYLLABLE B053 RI  | Linear-B-Silbenzeichen B053 Ri  |
| U+1002B (65579) | 𐀫               | LINEAR B SYLLABLE B002 RO  | Linear-B-Silbenzeichen B002 Ro  |
| U+1002C (65580) | 𐀬               | LINEAR B SYLLABLE B026 RU  | Linear-B-Silbenzeichen B026 Ru  |
| U+1002D (65581) | 𐀭               | LINEAR B SYLLABLE B031 SA  | Linear-B-Silbenzeichen B031 Sa  |
| U+1002E (65582) | 𐀮               | LINEAR B SYLLABLE B009 SE  | Linear-B-Silbenzeichen B009 Se  |
| U+1002F (65583) | 𐀯               | LINEAR B SYLLABLE B041 SI  | Linear-B-Silbenzeichen B041 Si  |
| U+10030 (65584) | 𐀰               | LINEAR B SYLLABLE B012 SO  | Linear-B-Silbenzeichen B012 So  |
| U+10031 (65585) | 𐀱               | LINEAR B SYLLABLE B058 SU  | Linear-B-Silbenzeichen B058 Su  |
| U+10032 (65586) | 𐀲               | LINEAR B SYLLABLE B059 TA  | Linear-B-Silbenzeichen B059 Ta  |
| U+10033 (65587) | 𐀳               | LINEAR B SYLLABLE B004 TE  | Linear-B-Silbenzeichen B004 Te  |
| U+10034 (65588) | 𐀴               | LINEAR B SYLLABLE B037 TI  | Linear-B-Silbenzeichen B037 Ti  |
| U+10035 (65589) | 𐀵               | LINEAR B SYLLABLE B005 TO  | Linear-B-Silbenzeichen B005 To  |
| U+10036 (65590) | 𐀶               | LINEAR B SYLLABLE B069 TU  | Linear-B-Silbenzeichen B069 Tu  |
| U+10037 (65591) | 𐀷               | LINEAR B SYLLABLE B054 WA  | Linear-B-Silbenzeichen B054 Wa  |
| U+10038 (65592) | 𐀸               | LINEAR B SYLLABLE B075 WE  | Linear-B-Silbenzeichen B075 We  |
| U+10039 (65593) | 𐀹               | LINEAR B SYLLABLE B040 WI  | Linear-B-Silbenzeichen B040 Wi  |
| U+1003A (65594) | 𐀺               | LINEAR B SYLLABLE B042 WO  | Linear-B-Silbenzeichen B042 Wo  |
| U+1003C (65596) | 𐀼               | LINEAR B SYLLABLE B017 ZA  | Linear-B-Silbenzeichen B017 Za  |
| U+1003D (65597) | 𐀽               | LINEAR B SYLLABLE B074 ZE  | Linear-B-Silbenzeichen B074 Ze  |
| U+1003F (65599) | 𐀿               | LINEAR B SYLLABLE B020 ZO  | Linear-B-Silbenzeichen B020 Zo  |
| U+10040 (65600) | 𐁀               | LINEAR B SYLLABLE B025 A2  | Linear-B-Silbenzeichen B025 A2  |
| U+10041 (65601) | 𐁁               | LINEAR B SYLLABLE B043 A3  | Linear-B-Silbenzeichen B043 A3  |
| U+10042 (65602) | 𐁂               | LINEAR B SYLLABLE B085 AU  | Linear-B-Silbenzeichen B085 Au  |
| U+10043 (65603) | 𐁃               | LINEAR B SYLLABLE B071 DWE | Linear-B-Silbenzeichen B071 Dwe |
| U+10044 (65604) | 𐁄               | LINEAR B SYLLABLE B090 DWO | Linear-B-Silbenzeichen B090 Dwo |
| U+10045 (65605) | 𐁅               | LINEAR B SYLLABLE B048 NWA | Linear-B-Silbenzeichen B048 Nwa |
| U+10046 (65606) | 𐁆               | LINEAR B SYLLABLE B029 PU2 | Linear-B-Silbenzeichen B029 Pu2 |
| U+10047 (65607) | 𐁇               | LINEAR B SYLLABLE B062 PTE | Linear-B-Silbenzeichen B062 Pte |
| U+10048 (65608) | 𐁈               | LINEAR B SYLLABLE B076 RA2 | Linear-B-Silbenzeichen B076 Ra2 |
| U+10049 (65609) | 𐁉               | LINEAR B SYLLABLE B033 RA3 | Linear-B-Silbenzeichen B033 Ra3 |
| U+1004A (65610) | 𐁊               | LINEAR B SYLLABLE B068 RO2 | Linear-B-Silbenzeichen B068 Ro2 |
| U+1004B (65611) | 𐁋               | LINEAR B SYLLABLE B066 TA2 | Linear-B-Silbenzeichen B066 Ta2 |
| U+1004C (65612) | 𐁌               | LINEAR B SYLLABLE B087 TWE | Linear-B-Silbenzeichen B087 Twe |
| U+1004D (65613) | 𐁍               | LINEAR B SYLLABLE B091 TWO | Linear-B-Silbenzeichen B091 Two |
| U+10050 (65616) | 𐁐               | LINEAR B SYMBOL B018       | Linear-B-Symbol B018            |
| U+10051 (65617) | 𐁑               | LINEAR B SYMBOL B019       | Linear-B-Symbol B019            |
| U+10052 (65618) | 𐁒               | LINEAR B SYMBOL B022       | Linear-B-Symbol B022            |
| U+10053 (65619) | 𐁓               | LINEAR B SYMBOL B034       | Linear-B-Symbol B034            |
| U+10054 (65620) | 𐁔               | LINEAR B SYMBOL B047       | Linear-B-Symbol B047            |
| U+10055 (65621) | 𐁕               | LINEAR B SYMBOL B049       | Linear-B-Symbol B049            |
| U+10056 (65622) | 𐁖               | LINEAR B SYMBOL B056       | Linear-B-Symbol B056            |
| U+10057 (65623) | 𐁗               | LINEAR B SYMBOL B063       | Linear-B-Symbol B063            |
| U+10058 (65624) | 𐁘               | LINEAR B SYMBOL B064       | Linear-B-Symbol B064            |
| U+10059 (65625) | 𐁙               | LINEAR B SYMBOL B079       | Linear-B-Symbol B079            |
| U+1005A (65626) | 𐁚               | LINEAR B SYMBOL B082       | Linear-B-Symbol B082            |
| U+1005B (65627) | 𐁛               | LINEAR B SYMBOL B083       | Linear-B-Symbol B083            |
| U+1005C (65628) | 𐁜               | LINEAR B SYMBOL B086       | Linear-B-Symbol B086            |
| U+1005D (65629) | 𐁝               | LINEAR B SYMBOL B089       | Linear-B-Symbol B089            |